# Erika Vázquez
Erika Vázquez Morales (Pamplona, 16 febbraio 1983) è una calciatrice spagnola, attaccante dell'Athletic Bilbao.
All'ottobre 2016, con oltre 200 reti siglate in campionato e 16 in UEFA Women's Cup e Champions League, è il maggior marcatore della società basca di tutti i tempi.

## Palmarès

### Club
- Primera División Femenina de España: 3

Athletic Bilbao: 2004-2005, 2006-2007, 2015-2016